# ایسلین پال
اِیسلین پال (انگلیسی: Aislinn Paul; ‎/ˈeɪslɪn/‎؛ زادهٔ ۵ مارس ۱۹۹۴) بازیگر کانادایی است که بیشتر برای ایفای نقش کلر ادواردز در سریال دگراسی: نسل بعدی و مجموعه قهرمان‌ها: تولد دوباره در نقش فیبی فریدی شناخته شده‌است.

## زندگی شخصی
اِیسلین کلر پال در شهر تورنتو، انتاریو کشور کانادا به دنیا آمد و در سن جوانی به عنوان بازیگر کودک شروع به کار کرد.

وی در سال ۲۰۰۶ در حالی که تنها ۱۲ سال داشت در سریال دگراسی ایفای نقش کرد و هنگامی که در سال ۲۰۱۵ از آن خارج شد، پال در بیش از ۲۲۰ قسمت آن حضور داشت.
پال برای عملکرد خود در آن فیلم، نامزد دریافت جایزه هنرمند جوان برای بهترین بازیگر نقش مکمل زن در سال ۲۰۱۰ شد. در سال ۲۰۱۵ نیز، موفق به کسب جایزه هنرهای تصویری کانادا برای بهترین عملکرد در سریال شد.
در سال ۲۰۱۵ میلادی، وی در نقش «فیبی فریدی» در سریال قهرمان‌ها: تولد دوباره ایفای نقش کرد و در سال ۲۰۱۶ نیز وی دومین جایزه هنرهای تصویری کانادا را برای ایفای نقش نهایی خود در سریال دگراسی: نسل بعدی دریافت کرد.
ایسلین پال یک کاربر فعال و مشتاق در رسانه‌های اجتماعی است و ۲۰۰٬۰۰۰ طرفدار در توییتر، اینستاگرام و تامبلر دارد.

## فیلم‌شناسی
| سال       | عنوان فیلم            | نقش         | یادداشت    |
| --------- | --------------------- | ----------- | ---------- |
| ۲۰۰۰      | جت جکسون مشهور        | دختر ۱      | یک اپیزود  |
| ۲۰۰۶–۲۰۱۵ | دگراسی: نسل بعدی      | کلر ادواردز | نقش دوره‌ای |
| ۲۰۰۷      | بگو که دوستم داری     | ایزابلا     | نقش اصلی   |
| ۲۰۱۴      | حکومت                 | کوزته       | یک اپیزود  |
| ۲۰۱۴      | پناهگاه               | کریس        | یک اپیزود  |
| ۲۰۱۵–۲۰۱۶ | قهرمان‌ها: تولد دوباره | فیبی فریدی  | نقش دوره‌ای |
| ۲۰۱۹      | کارآگاهان خصوصی       | بری هاوسر   | یک اپیزود  |

## جوایز
| سال  | جایزه                      | دسته‌بندی                                          | فیلم نامزد شده   | نتیجه    |
| ---- | -------------------------- | ------------------------------------------------- | ---------------- | -------- |
| ۲۰۱۶ | جایزه هنرهای تصویری کانادا | بهترین عملکرد در برنامه جوانان یا کودکان یا سریال | دگراسی: نسل بعدی | برنده    |
| ۲۰۱۵ | جایزه هنرهای تصویری کانادا | بهترین عملکرد در برنامه جوانان یا کودکان یا سریال | دگراسی: نسل بعدی | برنده    |
| ۲۰۱۰ | جایزه هنرمند جوان          | بهترین بازیگر نقش مکمل زن جوان                    | دگراسی: نسل بعدی | نامزدشده |